# Allon Chazzan
Allon Chazzan (hebr. אלון חזן, ang. Alon Hazan, ur. 14 września 1967 w Aszdod) – izraelski piłkarz grający na pozycji prawego lub środkowego pomocnika. W swojej karierze rozegrał 72 mecze w reprezentacji Izraela i strzelił w niej 5 goli.

## Kariera klubowa
Karierę piłkarską Chazzan rozpoczął w klubie Hapoel Aszdod. Następnie w 1984 roku podjął treningi w Hapoelu Petach Tikwa i w sezonie 1984/1985 zadebiutował w nim w pierwszej lidze izraelskiej. W sezonach 1989/1990 i 1990/1991 zdobył z Hapoelem Puchar Toto. Z kolei w 1992 roku sięgnął po Puchar Izraela.
Latem 1992 roku Chazzan zmienił klub i podpisał kontrakt z Maccabi Hajfa. W 1993 roku zdobył z Maccabi krajowy puchar. Z kolei w sezonie 1993/1994 wywalczył z Maccabi mistrzostwo Izraela oraz Puchar Toto. W 1995 roku po raz drugi został z Maccabi zdobywcą Pucharu Izraela.
W 1996 roku Chazzan odszedł z Maccabi do Hapoelu Tel Awiw. Po sezonie gry w nim przeszedł do Maccabi Ironi Aszdod. Na początku 1998 roku wyjechał do Anglii i został zawodnikiem Watfordu. Wiosną 1998 roku awansował z nim z Division Two do Division One. Latem 1999 roku wrócił do Izraela i do końca swojej kariery grał w MS Aszdod. Karierę zakończył w 2004 roku.
| Sezon   | Klub                 | Kraj   | Rozgrywki    | Mecze | Bramki |
| ------- | -------------------- | ------ | ------------ | ----- | ------ |
| 1984/85 | Hapoel Petach Tikwa  | Izrael | Liga Leumit  | 24    | 3      |
| 1985/86 | Hapoel Petach Tikwa  | Izrael | Liga Leumit  | 28    | 6      |
| 1986/87 | Hapoel Petach Tikwa  | Izrael | Liga Leumit  | 27    | 2      |
| 1987/88 | Hapoel Petach Tikwa  | Izrael | Liga Leumit  | 19    | 1      |
| 1988/89 | Hapoel Petach Tikwa  | Izrael | Liga Leumit  | 24    | 7      |
| 1989/90 | Hapoel Petach Tikwa  | Izrael | Liga Leumit  | 31    | 3      |
| 1990/91 | Hapoel Petach Tikwa  | Izrael | Liga Leumit  | 23    | 3      |
| 1991/92 | Hapoel Petach Tikwa  | Izrael | Liga Leumit  | 24    | 3      |
| 1992/93 | Maccabi Hajfa        | Izrael | Liga Leumit  | 30    | 1      |
| 1993/94 | Maccabi Hajfa        | Izrael | Liga Leumit  | 37    | 8      |
| 1994/95 | Maccabi Hajfa        | Izrael | Liga Leumit  | 25    | 5      |
| 1995/96 | Maccabi Hajfa        | Izrael | Liga Leumit  | 27    | 6      |
| 1996/97 | Hapoel Tel Awiw      | Izrael | Liga Leumit  | 25    | 3      |
| 1997/98 | Maccabi Ironi Aszdod | Izrael | Liga Leumit  | 14    | 4      |
| 1997/98 | Watford              | Anglia | Division Two | 10    | 0      |
| 1998/99 | Watford              | Anglia | Division One | 23    | 2      |
| 1999/00 | MS Aszdod            | Izrael | Ligat ha’Al  | 34    | 9      |
| 2000/01 | MS Aszdod            | Izrael | Ligat ha’Al  | 31    | 3      |
| 2001/02 | MS Aszdod            | Izrael | Ligat ha’Al  | 27    | 3      |
| 2002/03 | MS Aszdod            | Izrael | Ligat ha’Al  | 31    | 3      |
| 2003/04 | MS Aszdod            | Izrael | Ligat ha’Al  | 30    | 2      |

## Kariera reprezentacyjna
W reprezentacji Izraela zadebiutował 28 marca 1990 roku w przegranym 1:2 towarzyskim meczu z Grecją, rozegranym w Atenach. W swojej karierze grał w: eliminacjach do MŚ 1994, Euro 96, MŚ 1998 i Euro 2000. Od 1990 do 2000 roku rozegrał w kadrze narodowej 72 mecze i strzelił w nich 5 goli.